# تکیه پیر علی
تکیه پیر علی مربوط به دوره قاجار است و در شهرستان لاهیجان، محله اردوبازار واقع شده و این اثر در تاریخ ۲۵ اردیبهشت ۱۳۸۰ با شمارهٔ ثبت ۳۸۴۴ به‌عنوان یکی از آثار ملی ایران به ثبت رسیده است.